# Татаринов, Андрей Юрьевич
Андре́й Ю́рьевич Тата́ринов (род. 6 июня 1988, Москва) — российский общественный деятель, политтехнолог, публицист. Учредитель АНО исследований и развития институтов гражданского общества «Центр Актуальной Политики». Член Общественной палаты РФ 3-го созыва.

## Биография
Родился в 6 июня 1988 года в Москве.
Окончил Российский Государственный Социальный Университет(РГСУ) по специальности Государственное и муниципальное управление. Ранее учился на факультетах журналистики МГУ им. М. В. Ломоносова и ИМПЭ им. А. С. Грибоедова
Женат, воспитывает сына и дочь.
До 2006 года занимался политической журналистикой. В 2004—2005 — внештатный корреспондент отдела «Общество» газеты «Известия», готовил репортажи с политических акций. В 2005 году прошёл стажировку на 3 канале в редакции программы «Русский взгляд». В 2005—2006 годах — колумнист газеты «Завтра» (главный редактор — Александр Проханов), писал под псевдонимами.
В 2006—2010 годах — сначала активный участник, затем один из лидеров ВОО «Молодая Гвардия Единой России» (МГЕР). По словам Татаринова, весной 2006 года его пригласил в МГЕР Иван Демидов, в то время координатор МГЕР по идеологии. Работал специалистом по политическим технологиям в Центральном штабе (ЦШ) МГЕР. 12 декабря 2006 года на II съезде МГЕР стал членом Политического совета, переизбирался вплоть до 2010 года. Возглавлял Политический отдел в ЦШ МГЕР, занимался созданием аналогичных структур в региональных отделениях. 13 апреля 2010 года в Грозном на первом заседании Координационного совета МГЕР в СКФО избран его официальным представителем в ЦШ МГЕР. Осенью 2010 года перед IV съездом МГЕР считался одним из главных кандидатов на роль нового лидера организации. На съезде 22 декабря был избран в состав Координационного совета. Анну Чапман, ставшую тогда же членом Общественного совета МГЕР, назвал «примером безусловного патриотизма». В дальнейшем публичного участия в акциях МГЕР Андрей Татаринов не принимал.
В 2007 году принимал участие в работе «Русского клуба».
В 2007—2008 годах — заместитель начальника Федерального молодёжного избирательного штаба «Единой России», работавшего на выборах депутатов ГД и Президента России.
В 2008 году после войны в Грузии в августе 2008 г. — организатор информационной кампании «Я говорю правду о Цхинвале».
В 2008—2009 году — организатор кампании МГЕР «Наши деньги — нашим людям», против нелегальной иммиграции. Акция протеста началась после заявления ФМС о планируемом увеличении квот на привлечение иностранной рабочей силы в России. 1 ноября 2008 года пикеты МГЕР прошли у здания ФМС и офисов ряда строительных компаний. К акции пытались присоединиться представители ДПНИ, но их появление назвали провокацией. 4 декабря Владимир Путин заявил о необходимости сокращении квоты вдвое и 5 декабря дал соответствующее распоряжение ФМС. Татаринов назвал это одной из побед МГЕР. 8 декабря пикетирование ФМС возобновилось под лозунгом «ФМС, не тормози!». 18 декабря в международный день мигранта МГЕР провела стикер-акцию «Каждый второй домой» и заявила о подготовке совместных рейдов с ФМС.
В 2009—2010 годах — организатор проекта «Моя история» (в защиту исторической памяти, против исторического ревизионизма). Первый митинг в рамках проекта состоялся 22 июня 2009 года, в День памяти и скорби, в Москве. В дальнейшем в течение года неоднократно проводились акции у посольств Украины, Латвии, Эстонии и Польши.
17 ноября 2009 года организовал акцию протеста против сноса стены памяти Виктора Цоя на Старом Арбате, планируемого тогда префектурой ЦАО Москвы. После акции столичные власти от своего плана отказались.
С 2010 по 2012 год — член Общественной палаты РФ 3-го состава. Был членом ряда комиссий: по вопросам развития гражданского общества (с правом решающего голоса); по межнациональным отношениям и свободе совести; по региональному развитию и местному самоуправлению (с правом совещательного голоса). Входил в межкомиссионную рабочую группу по проблемам детства и молодёжной политике.
Входил в состав группы наблюдателей во время второго тура выборов Президента Украины в феврале 2010 года.
В феврале 2010 года в Кишинёве на «круглом столе» русской диаспоры Молдовы, посвящённом проблемам исторических фальсификаций, выступил против создания в стране специальной комиссии по расследованию и оценке преступлений тоталитарного коммунистического режима.
3 июня 2010 года выступил с заявлением, осуждающим позицию уполномоченного по правам человека в РФ Владимира Лукина, заявившего о приостановке сотрудничества с МВД в связи с задержаниями на акции «Стратегии-31» на Триумфальной площади 31 мая 2010 г.
1 ноября 2010 г. был задержан за участие в несанкционированной акции у посольства Японии, против реакции Токио на визит президента России Д. А. Медведева на Курилы.
8 ноября 2010 призвал не связывать МГЕР с нападением на Олега Кашина, произошедшим 6 ноября: «Не нужно представлять нашу политическую дискуссию как повод для уголовщины. Мы желаем Олегу скорейшего выздоровления и возвращения в строй». Днем позже на внеочередном совместном заседании трех профильных комиссий Общественной палаты предложил не использовать ситуацию для достижения своих политических целей Евгении Альбац, объяснявшей нападение «атмосферой нетерпимости в обществе, созданной прокремлёвскими молодёжными организациями» и требовавшей отставки главы Росмолодёжи Василия Якеменко.
В январе 2011 года стал одним из подписавших манифест о создании Центра Льва Гумилёва (документ также подписали философ Александр Секацкий, публицист Авраам Шмулевич, писатель Роман Багдасаров и ряд других).
Накануне оппозиционного митинга 10 декабря 2011 г. на Болотной площади в Москве «Новая газета» со ссылкой на «информированные источники из числа активистов» назвала Татаринова в числе тех, кто готовит провокации со стороны МГЕР, в частности «выкрикивать лозунги за Путина и действующую власть, разворачивать соответствующие плакаты и триколоры». Татаринов отверг обвинения: «от работы в МГЕР давно отошёл и занимаюсь работой в Общественной палате».
На выборах Президента РФ 2012 года работал ответственным секретарём Координационного совета Штаба единых действий (ШЕД), организованного в поддержку В. В. Путина движениями «Местные», «Россия Молодая», «Новые люди» и т. д. 7 февраля Татаринов обратился с открытым письмом к Ксении Собчак, в котором заявил, что «люди на сцене условной „болотной“ не имеют ничего общего с теми ценностями, которые ассоциируются с вашей фамилией». В ночь после выборов ШЕД провел митинг на Лубянской площади, подача уведомления на проведение которого утром 20 февраля сопровождалась столкновениями с представителями оппозиции у здания мэрии Москвы.
В 2013 г. — колумнист газеты «Московские новости», интернет-газеты «Взгляд».
С декабря 2013 выступает в СМИ в качестве директора Центра Актуальной Политики.
В мае 2015 с рабочим визитом посетил Донецк. В июле 2015 «Центр Актуальной Политики» издал сборник переводов статей иностранных журналистов «Честный Донбасс»
Выступил с разоблачительными заявлениями о «Международном консорциуме журналистских расследований», обвинив их в политической ангажированности и связях с Государственным департаментом США. Татаринов также заявил, что «все эти хитросплетенные организации и фонды, которые аккумулируют журналистов, работающих „по нашей стране“, курирует американская государственная структура BBG, в руководство которой входит госсекретарь Джон Керри и которая занимается всем внешним вещанием. <…> Бюджеты этой медийной структуры грандиозны, сопоставимы только расходами США на военные операции», — утверждает он. Сами же информационные атаки он связал с «независимой и успешной политикой России»: «О причинах этих атак сказано многое: тут и успешная операция российских ВКС в Сирии, громкая и справедливая позиция страны на международных трибунах, и, конечно же, возвращение Крыма».
В 2016 году принял участие в процедуре предварительного голосования для определения кандидатов от партии «Единая Россия» на выборах в Государственную Думу РФ от Псковской области.
В феврале 2017 года «Центр Актуальной Политики» представил доклад «ЕСПЧ: от института правосудия к инструменту политического давления». 30 июня 2017 года Россия приостановила выплаты в СЕ, где ЕСПЧ является структурным подразделением.
В феврале 2018 года возглавил один из трех департаментов в Политическом управлении партии «Единая Россия». Затем заместитель руководителя Управления.
С 2019 года является проректором по общественным проектам Российского Государственного Социального Университета и членом Президиума Ученого совета университета.